# Bheki Cavus
Il Bheki Cavus è una depressione presente sulla superficie di Tritone, il principale satellite naturale di Nettuno; il suo nome deriva da quello di Bheki, rana che, nella mitologia indiana, rappresenta il sole all'orizzonte.